# Trachelipus planarius
Trachelipus planarius är en kräftdjursart som först beskrevs av Gustav Budde-Lund 1885.  Trachelipus planarius ingår i släktet Trachelipus och familjen Trachelipodidae. Inga underarter finns listade i Catalogue of Life.